# Бразил на Зимским олимпијским играма 1994.
Бразилу је ово било пево учешће на Зимским олимпијским играма. Делегацију Бразила, на Зимским олимпијским играма 1994. у Лилехамеру у Норвешкој представљао је један алпски скијаш.
На свечаној церемонији отварања Олимпијских игара 1994. заставу Бразила носио је једини такмичар Lothar Christian Munder.
Бразил је остао у групи екипа које нису освајале медаље на Зимским олимпијским играма.

## Учесници по дисциплинама
| Спорт          | Мушкарци | Жене | Укупно |
| -------------- | -------- | ---- | ------ |
| Алпско скијање | 1        | 0    | 1      |
| Укупно(1)      | 1        | 0    | 1      |

## Алпско скијање

### Мушкарци
| Дисциплина              | Такмичар | Резултати | Резултати | Резултати | Резултати | Резултати    | Детаљи |
| Дисциплина              | Такмичар | 1. вожња  | 2. вожња  | Укупно    | Заостатак | Пласман      | Детаљи |
| ----------------------- | -------- | --------- | --------- | --------- | --------- | ------------ | ------ |
| Lothar Christian Munder | Спуст    |           |           | 1:56,48   | + 10,73   | 50 / 50 (55) |        |